# Charles-Antoine-Ernest Gagnon
Charles-Antoine-Ernest Gagnon, né le 4 décembre 1846 à Rivière-Ouelle et mort le 11 juin 1901 à Québec, est un notaire et un homme politique québécois.
Il représente le district électoral de Kamouraska à l'Assemblée législative du Québec de 1878 à 1890 en tant que député libéral.

## Biographie
Né le 4 décembre 1846 à Rivière-Ouelle au Québec, Charles-Antoine-Ernest Gagnon est le fils d'Antoine Gagnon et de Julie-Adèle Pelletier, la sœur de l'homme politique Charles-Alphonse-Pantaléon Pelletier. Gagnon fait ses études au Collège de Sainte-Anne-de-la-Pocatière et obtient sa licence de notaire en 1869. Gagnon exerce sa profession à Rivière-Ouelle et à Québec. Il est également secrétaire-trésorier de la municipalité et de la commission scolaire de Rivière-Ouelle. Gagnon épouse Marie-Malvina Gagnon en 1870. Il participe à la fondation du journal québécois L'Électeur en 1880. 

### Carrière politique
Membre du Parti libéral du Québec, Gagnon est élu député à l'Assemblée législative du Québec du district électoral de Kamouraska lors des élections du 1er mai 1878. Réélu lors des élections de décembre 1881, son élection est annulée le 5 janvier 1883 par la Cour supérieure, mais il remporte l'élection partielle qui suit 25 jours plus tard. Il est également réélu lors des élections générales de 1886. Accédant au conseil des ministres dirigé par le premier ministre Honoré Mercier en tant que Secrétaire provincial et Registraire le 29 janvier 1887, il doit libérer son siège et se représenter lors de l'élection partielle du 12 février 1887. Il est réélu sans opposition. 
Gagnon est président de la Chambre des notaires du Québec de 1885 à 1890. Après la politique, il est shérif du district de Québec de 1890 à 1901.
Ses fonds d'archives sont conservés à Bibliothèque et Archives nationales du Québec.

### Mort
Le 11 juin 1901, Charles-Antoine-Ernest Gagnon meurt à Québec à l'âge de 54 ans et est inhumé au cimetière de Notre-Dame-de-Liesse à Rivière-Ouelle 3 jours plus tard.

### Hommages et distinctions

#### Ordre
- Officier d'académie de la République française (1891)

#### Toponymie
- Canton Gagnon
- Lac Gagnon
- Parc Charles-Antoine-Ernest Gagnon
- Pont Gagnon (1890-1959)